# L'Espoir du condamné à mort
L'Espoir du condamné à mort est un ensemble de trois toiles de Joan Miró, terminé le 2 mars 1974. C'est le dernier triptyque d'une série commencée par le peintre en 1961 avec le Triptyque Bleu I, Bleu II, Bleu III.

## Contexte
Selon le peintre, 

« [ce tableau] est une terrible prophétie. Je l'ai terminé sans le savoir, le jour-même où ils ont garroté ce pauvre jeune nationaliste catalan Salvador Puig i Antich. »

Jacques Dupin affirme : « l'horreur ressentie par tout un peuple de la mise à mort, par le supplice du garrot, du jeune anarchiste Salvador Puig i Antich est à l'origine du dernier triptyque de Miró. »

Inspiré ou non par cette horrible exécution, le triptyque reflète en tout cas les angoisses du peintre dans un contexte politique dont il souffre beaucoup malgré son activité créatrice : 

« On aurait tort cependant de prendre cette toile comme le résumé du calvaire d'Antich, ou de croire Miró uniquement préoccupé de combattre les injustices d'un régime pourrissant. Simplement, quarante ans après ses premières colères devant la bêtise qui parfois ronge le monde, le Catalan est encore capable de crier, à travers sa peinture, son dégoût. Et de l'exposer à Barcelone. »

## Description
Sur fond blanc gris L'Espoir du condamné à mort I présente une ligne, irrégulièrement circulaire interrompue dans le bas. « Sa mort. Une ligne qui allait s'interrompre » confie le peintre à Georges Raillard. La ligne évoque le profil d'un visage, avec une tache rouge qui passe au bleu dans L'Espoir du condamné à mort II. Cette tache qui était extérieure à la ligne dans L'Espoir I, entre à l'intérieur de la ligne noire dans le II. Elle disparaît presque complètement dans L'Espoir III, réduite à un simple point, remplacée par une tache jaune lumineuse à l'intérieur d'une ligne noire limitée à un simple crochet.
Miró a choisi de s'éloigner de son langage plastique habituel pour essayer de grosses lignes créées d'un seul geste « dessiné avec un pinceau en un instant » pour aboutir à « la liberté ». La ligne est ouverte, telle une question sans réponse, et elle se réduit au fur et à mesure des trois peintures, comme la vie et l'espoir du condamné.

## Expositions
- Miró : La couleur de mes rêves, Grand Palais, Paris, 2018-2019 — n°140, 141 et 142.